# Darreh-ye Hard
Darreh-ye Hard (persiska: دَرهَرد, درّه هرد, دَرِّه هَر) är en ort i Iran.   Den ligger i provinsen Kurdistan, i den nordvästra delen av landet, 400 km väster om huvudstaden Teheran. Darreh-ye Hard ligger 1 798 meter över havet och antalet invånare är 152.
Terrängen runt Darreh-ye Hard är kuperad.Runt Darreh-ye Hard är det ganska tätbefolkat, med 60 invånare per kvadratkilometer. Närmaste större samhälle är Jannatbū, 19,0 km sydost om Darreh-ye Hard. Trakten runt Darreh-ye Hard består i huvudsak av gräsmarker.